# Micranisa amplissima
Micranisa amplissima är en stekelart som först beskrevs av Abdurahiman och Joseph 1975.  Micranisa amplissima ingår i släktet Micranisa och familjen fikonsteklar. Inga underarter finns listade i Catalogue of Life.